# Arette
Arette é uma comuna francesa na região administrativa da Nova Aquitânia, no departamento dos Pirenéus Atlânticos. Estende-se por uma área de 94,75 km². Em 2010 a comuna tinha 1 107 habitantes (densidade: 11,7 hab./km²).